# Suck My Kiss
Suck My Kiss è una canzone dei Red Hot Chili Peppers. Si tratta del terzo singolo estratto dal loro quinto album in studio, Blood Sugar Sex Magik (1991).

## Descrizione
Contiene giri di basso e chitarra melodici ma abbastanza aggressivi, scanditi da Flea e John Frusciante, che corredano i testi di Anthony Kiedis allora molto incentrati sulla sessualità. Il drumming di Chad Smith è ritenuto uno dei più potenti del gruppo, ed accompagnano una delle canzoni più propriamente funk metal da Blood Sugar Sex Magik.
Suck My Kiss fu pubblicata come singolo nel 1992, insieme ad un video diretto da Gavin Bowden che usava spezzoni dal documentario video Funky Monks. La canzone fa anche parte del loro Greatest Hits del 2003.
È stata anche parodiata da Richard Cheese and the Lounge Against the Machine, sull'album Lounge Against the Machine (2003).
Il brano è inoltre inserito tra le tracce bonus sbloccabili in modalità cooperativa nel videogioco Guitar Hero III: Legends of Rock.

## Tracce
Singolo CD (1992)
1. "Suck My Kiss (Album Version)"
2. "Search And Destroy (Previously Unreleased)"
3. "Fela's Cock (Previously Unreleased)"

Singolo 7" (1992)
1. "Suck My Kiss (Radio Version)"
2. "Suck My Kiss (Album Version)"

## Formazione
- Anthony Kiedis - voce
- John Frusciante - chitarra
- Flea - basso
- Chad Smith - batteria